# Leonida Bissolati
Leonida Bissolati, nascut com a Leonida Bissolati Bergamaschi (Cremona, 20 de febrer de 1857 - Roma, 6 de març de 1920) va ser un polític italià. Va ser un membre del Partit Socialista Italià. Va ser partidari que Itàlia participés en la Primera Guerra Mundial. Es declarà contrari a l'annexió a Itàlia del Tirol del Sud i de la Dalmàcia. Va dirigir L'Avanti.